# Dipropyltryptamine
 (janvier 2022).
Si vous disposez d'ouvrages ou d'articles de référence ou si vous connaissez des sites web de qualité traitant du thème abordé ici, merci de compléter l'article en donnant les références utiles à sa vérifiabilité et en les liant à la section « Notes et références ».
Le dipropyltryptamine  est une substance chimique appartenant au groupe des dérivés indoliques (alcaloïde).
Comme de nombreux autres dérivés de la tryptamine tels que la diméthyltryptamine, ou DMT (l'un des constituants du yopo), comme les diéthyltryptamine ou la psilocine et son ester phosphorique, ou encore comme la psilocybine ou la bufoténine, le Dipropyltryptamine est une substance psycho-active contenue dans plusieurs hallucinogènes.
C'est une molécule dont le commerce et l'utilisation sont réglementés dans la plupart des pays.